# Homme Jan de Groot
Homme Jan de Groot (Hijlaard, 19 juni 1999) is een Nederlandse (marathon)schaatser.
Sinds het marathonschaatseizoen 2023/2024 doet De Groot alleen mee in de Top-divisie en komt dan uit voor Bouwselect / De Haan Westerhoff. Het was geen succesvol jaar. Het jaar daarna maakte De Groot de overstap naar Team Essent. Bij zijn eerste schaatsmarathon van het jaar wist De Groot direct zijn eerste Marathon Cup te winnen: Marathon Cup 1; 52e Jaap Eden Trofee 2024.

## Resultaten

### 2024/2025
- Marathon Cup 1; 52e Jaap Eden Trofee 2024
- 12e Marathon Cup 2: Ruiter Dakkapellen Marathon
- 23e Marathon Cup 3; Uithof Bokaal 2024
- 33e Marathon Cup 5; Jan van der Hoorn Schaatssport Marathon
- 20e Marathon Cup 6; Wokke Vastgoed Marathon
- 22e Marathon Cup 7; Royal A-Ware Marathon
- 24e Marathon Cup 8
- 23e De Vier van Noord-Holland 1
- 26e De Vier van Noord-Holland 2
- 18e De Vier van Noord-Holland 3

## Records[5]
| Afstand      | Tijd     | Datum            | Baan       |
| ------------ | -------- | ---------------- | ---------- |
| 500 meter    | 37,80    | 26 december 2019 | Heerenveen |
| 1000 meter   | 1.14,15  | 13 oktober 2019  | Heerenveen |
| 1500 meter   | 1:51,51  | 28 december 2022 | Heerenveen |
| 3000 meter   | 3.47,23  | 12 oktober 2024  | Heerenveen |
| 5000 meter   | 6.26,97  | 28 december 2022 | Heerenveen |
| 10.000 meter | 13.56,64 | 11 december 2022 | Groningen  |